# Dhatu
Een dhatu, letterlijk primair element, maar in taalkunde als wortel vertaald is een technische term uit de sanskriettaalkunde.
Er wordt geraamd dat alle sanskrietwoorden, dus onrechtstreeks ook hun Indo-Europese afleidingen kunnen worden afgeleid van 3000 dhatu's of wortels.
Dit maakt de etymologie van de Indo-Europese talen vrij doorzichtig als men de transformatieregels kent tussen de verschillende talen onderling.
Het Nederlandse werkwoord staan bijvoorbeeld, is zeer visueel en fonetisch te herkennen in de sanskrietwortel stha, tişţhati"".